# Dag van de Republiek (DDR)
De Dag van de Republiek (Duits: Tag der Republik) was een officiële feestdag in Oost-Duitsland, die jaarlijks op 7 oktober werd gevierd van 1950 t/m 1989. De Dag van de Republiek herdenkt de verjaardag van de oprichting van de Duitse Democratische Republiek (DDR) op 7 oktober 1949.  

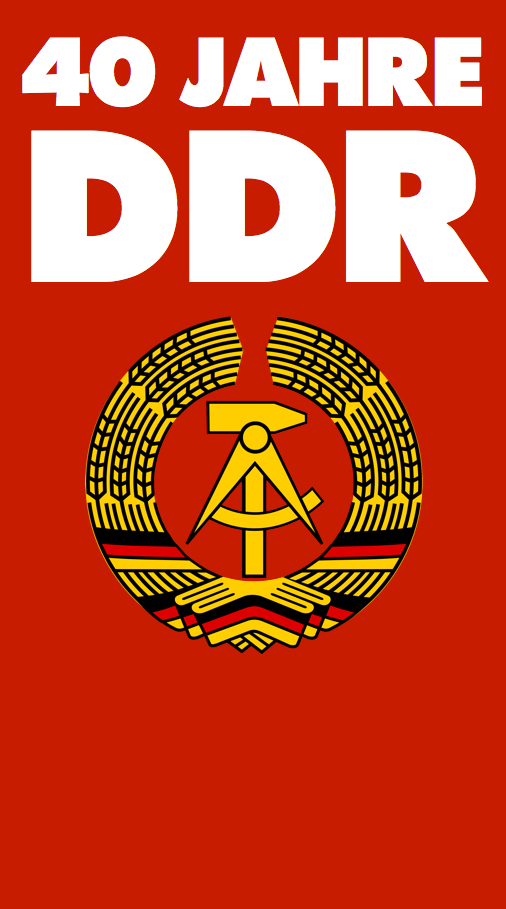
De banner, die werd gebruikt ter ere v/d 40ste verjaardag v/d DDR op 7 oktober 1989.

## Geschiedenis
De dag herdenkt de oprichting van de Duitse Democratische Republiek op 7 oktober 1949 in de Sovjet-bezettingszone in navolging van de oprichting van de Bondsrepubliek Duitsland op 23 mei 1949 bijna een half jaar eerder. Onmiddellijk na de oprichting van de Duitse Demokratische Republiek werd een regering gevormd door de heersende communistische partij, bekend als de Socialistische Eenheidspartij van Duitsland (SED) in april 1946. De oprichting van de DDR versterkte de tweedeling van Duitsland uit 1945 en de verschillende politieke systemen v/d twee staten.  
De eerste grote viering vond plaats in 1959 op de 10e verjaardag van de DDR. De viering werd in 1990 vervangen door de Dag v/d Eenheid (Tag der deutschen Einheit), die tegenwoordig wordt gevierd op 3 oktober, vier dagen vóór de Dag van de Republiek van de DDR. 

## Vieringen in de DDR
Ter gelegenheid van de Dag van de Republiek werden om de vijf jaar speciale postzegels uitgegeven voor de verjaardag van de DDR. Sinds de jaren zeventig werd de dag meer en meer de feestdag van de mensen, oftewel zonder de demonstraties, maar met het karakter van een volksfestival. In 1976 werd op de Dag van de Republiek het Paleis van de Republiek geopend. Op de Dag van de Republiek in 1977 vonden op de Alexanderplatz in Berlijn gewelddadige botsingen plaats tussen de Volkspolizei en jongeren.

### Nationale prijs van de DDR
Op de Dag van de Republiek werd o.a. de Nationale prijs van de DDR uitgereikt aan kunstenaars, wetenschappers, technici en activisten.
De Nationale Prijs van de DDR was een onderscheiding in de Duitse Democratische Republiek, die werd toegekend voor "buitengewoon creatief werk op het gebied van wetenschap en technologie, significante wiskundige en wetenschappelijke ontdekkingen en technische uitvindingen, de introductie van nieuw werk en productiemethoden" of voor "opmerkelijke werken en prestaties op het gebied van kunst en literatuur.”

### Militaire parade
Elk jaar op deze feestdag vonden in alle districten en districtssteden een militaire parade plaats voor de partij- en staatsleiding in Berlijn en werden demonstraties gehouden door leden van de strijdgroepen van de arbeidersklasse, FDJ-leden en werkende mensen. De Oost-Duitse regering heeft (sinds haar tiende verjaardag in 1959) altijd een parade voor de Dag van de Republiek gehouden. De militaire parade vond plaats op de Karl-Marx-Allee in Oost-Berlijn tussen Alexanderplatz en Strausberger Platz. De meest prominente vieringen van de Dag van de Republiek vonden plaats in 1974, 1979 en 1989, op respectievelijk de 25e, 30e en 40e verjaardag. Deze militaire parades leidden regelmatig tot protestnotities door de westerse mogendheden. De laatste militaire parade vond plaats in 1989. De parade werd altijd geleid door de paradecommandant, die de rang van kolonel-generaal en de functie van hoofd van de landmacht had. Vanaf 1972 (toen die post werd gecreëerd tot 1989) werd die bekleed door kolonel Horst Stechbarth.

### Demonstraties jongeren
Op 7 oktober 1977 vond op de Alexanderplatz een rockconcert van de band Express plaats. Negen tieners die de muren van de Berlijnse televisietoren beklommen, vielen in een ventilatieschacht. Reddingswerkers die hen wilden helpen, werden belemmerd door andere concertdeelnemers. Als gevolg hiervan vonden op de Alexanderplatz in Berlijn gewelddadige botsingen plaats tussen de jongeren en de Volkspolizei. In dit verband ontstonden verdere conflicten, waarbij jongeren riepen:"Weg met de DDR!" of "Geef vrede een kans". De politie arresteerde in totaal 486 concertgangers, van wie velen werden veroordeeld tot gevangenisstraffen van maximaal drie jaar. De gearresteerde jongeren moesten onevenredig harde vonnissen accepteren volgens sectie 215 van het wetboek van strafrecht (hooliganisme). De gebeurtenissen van de Dag v/d Republiek op 7 oktober 1977 op de Alexanderplatz in Berlijn waren het grootste spontane jongerenprotest in de DDR, waaraan duizenden deelnamen, welk gericht waren tegen het restrictieve beleid van de SED-regering. Michail Gorbatsjov zei het volgende op de laatste Dag van de Republiek in 1989 over het SED-leiderschap, dat niet bereid was te hervormen: "Ik denk dat er alleen gevaren wachten op degenen die niet reageren op het leven."
Op dezelfde dag nog sloegen de Volkspolizei en geheime politieagenten spontane (maar vreedzame) demonstranten in elkaar. Een onderzoekscommissie (samengesteld door oppositiefiguren, demonstranten en intellectuelen) begon op 3 november 1989 een onderzoek en droeg hiermee bij tot de de-legitimatie van het communistische regeringssysteem.